# Гоин дол
Гоин дол (на сръбски: Гојин Дол или Gojin Dol) е село в Западните покрайнини, община Цариброд, Пиротски окръг, Сърбия. През 2011 г. населението му е 242 души. През 2002 г. то е било 264 души, докато през 1991 г. е било 333 души. В селото живеят предимно българи.
Гоин дол се намира на изток от старата гранична линия между България и Сърбия, съществувала в периода 1878 – 1919 г.

## История
В съкратен регистър на Пиротския кадилък от 1530 г. Гоин дол е отбелязано като село с 18 домакинства, 4 неженени и една вдовица.

## Редовни събития
Празник на селото е денят на Свети Онуфрий (Унурия), 25 юни.